# کتی جانسون
کتی جانسون (انگلیسی: Katie Johnson؛ ۱۸ نوامبر ۱۸۷۸ – ۴ مه ۱۹۵۷) یک هنرپیشه اهل بریتانیا بود.
از فیلم‌ها یا برنامه‌های تلویزیونی که وی در آن نقش داشته است می‌توان به قاتلین پیرزن اشاره کرد.
وی همچنین برندهٔ جوایزی همچون جایزه بفتای بهترین بازیگر نقش اول زن شده است.